# Delosperma tradescantioides
Delosperma tradescantioides es una especie de planta suculenta perteneciente a la familia de las aizoáceas. Es nativa de Sudáfrica.

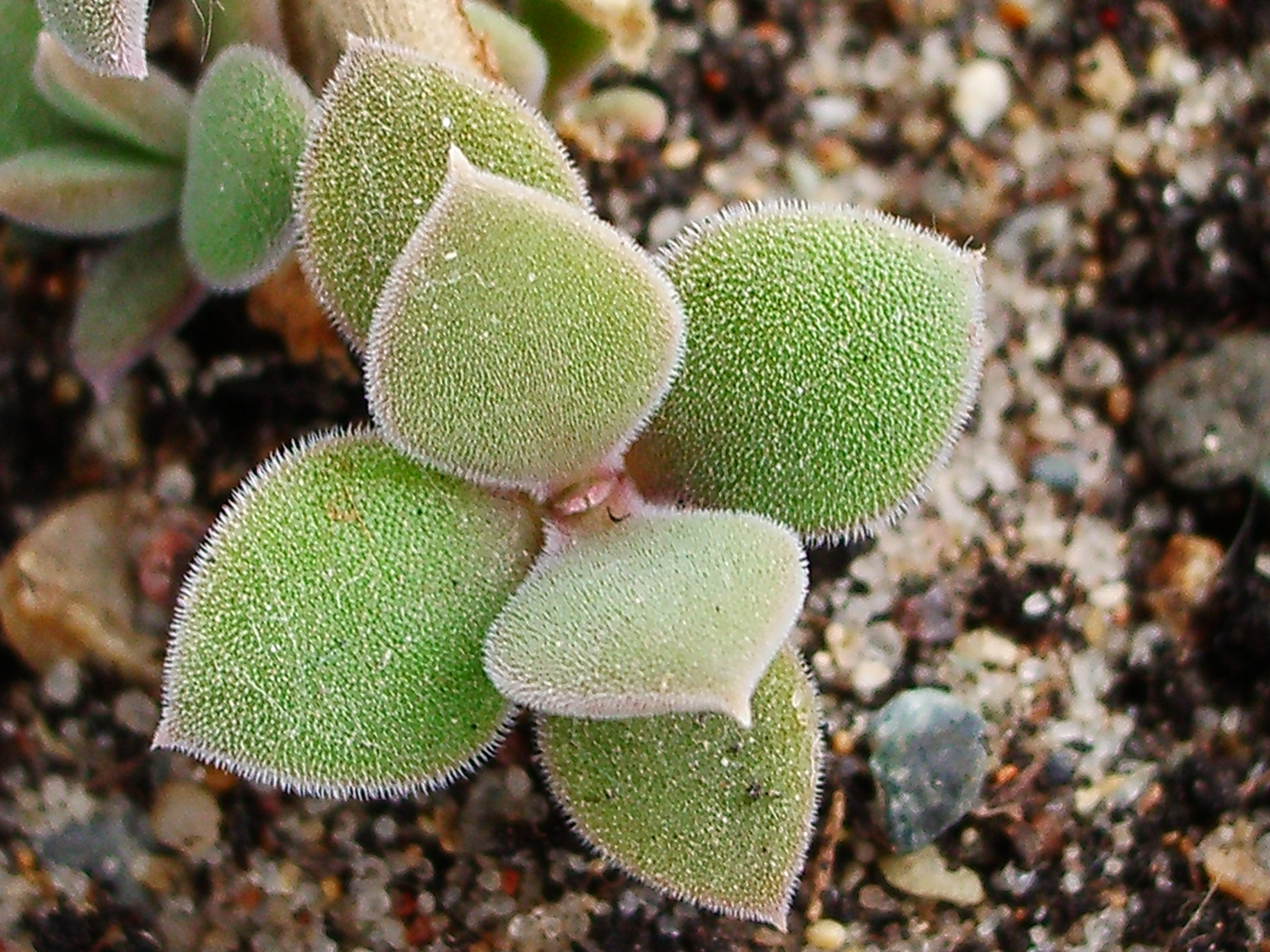
Hojas

## Descripción
Es una pequeña planta suculenta perennifolia que alcanza un tamaño de 25 cm de altura a una altitud de 400 - 1440  metros se encuentra en bosques, caminos y suelos arenosos, de Transvaal y Natal en Sudáfrica.

## Taxonomía
Delosperma tradescantioides fue descrita por (A.Berger) L.Bolus y publicado en Notes Mesembrianthemum 2: 382. 1933.
Etimología
Delosperma: nombre genérico que deriva de las palabras griegas: delos = "abierto" y sperma = "semilla"  donde hace referencia al hecho de que las semillas son visibles en las cápsulas abiertas.
tradescantioides: epíteto latino compuesto que significa "similar a Tradescantia".
Sinonimia
- Mesembryanthemum tradescantioides A.Berger (1910) basónimo[2]